# WegenerNet
Das WegenerNet ist ein langfristiges Projekt des Wegener Centers für Klima und Globalen Wandel der Universität Graz. An Messstationen in den Fokusregionen Feldbach (Südoststeiermark) und Johnsbachtal (Ennstal) werden seit Beginn 2007 hoch aufgelöste Wetter- und Klimadaten erhoben. Die Messwerte werden zu Datenprodukten aufbereitet und auf einem Datenportal für Forschung und Gesellschaft bereitgestellt.

## Fokusregionen

### Feldbachregion

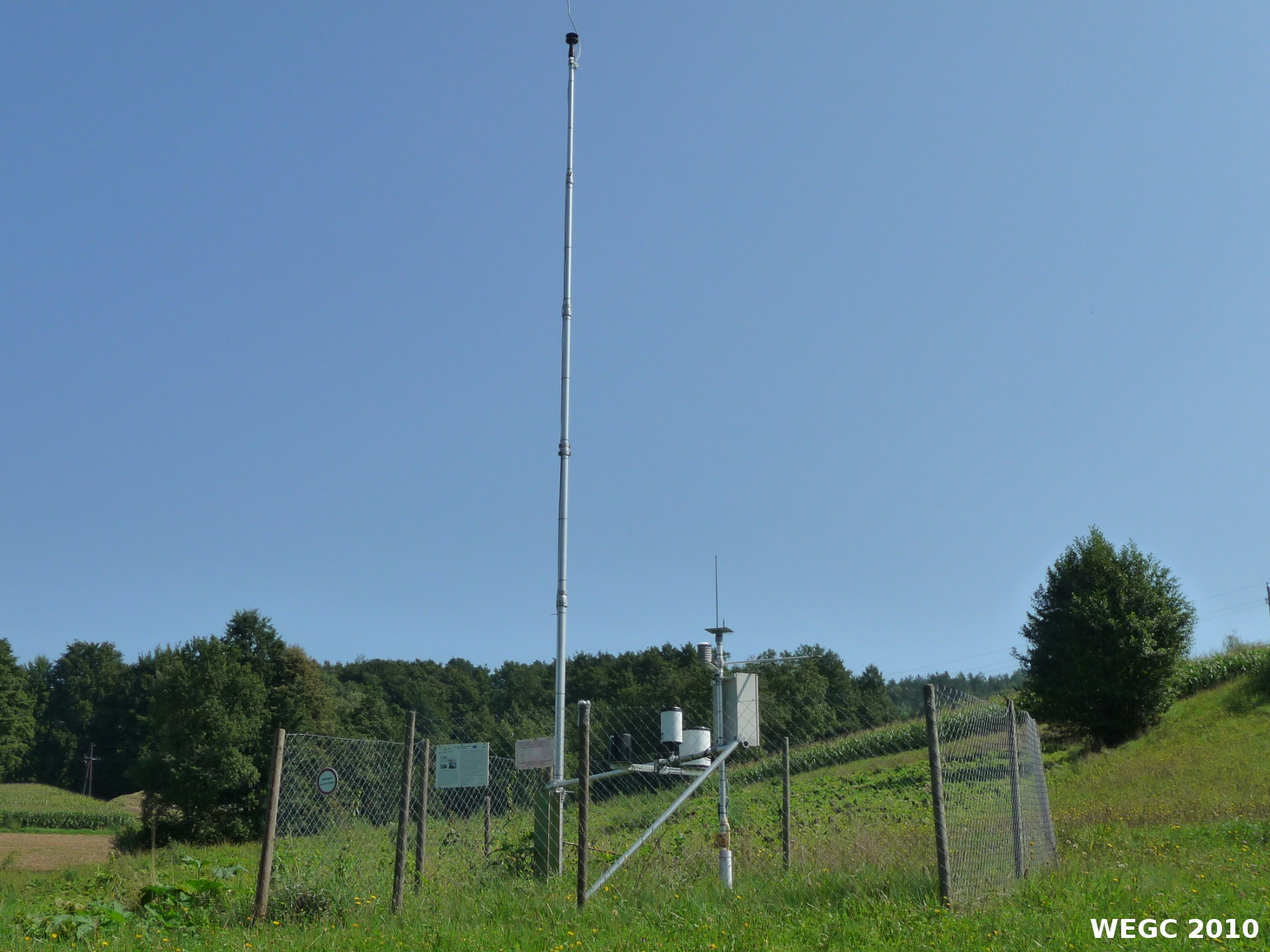
Referenzstation in Mühldorf bei Feldbach

Geografie

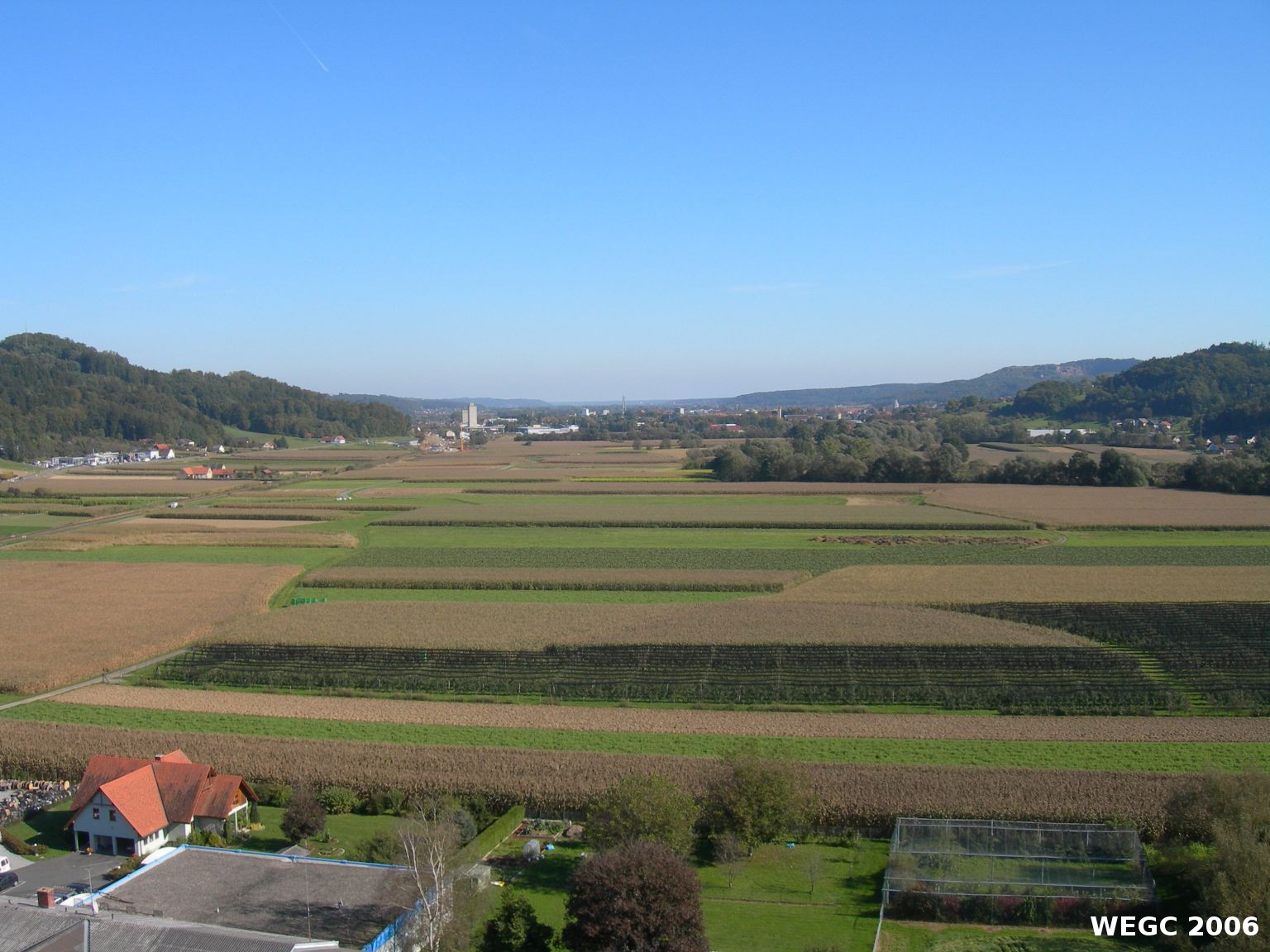
Blick Richtung Osten ins Raabtal (Feldbachregion)

Die WegenerNet Feldbachregion erstreckt sich über eine Fläche von rund 350 km² (16 km (Nord–Süd) × 22 km (West–Ost)) und liegt zu mehr als 95 % im Bezirk Südoststeiermark. Der Rest erstreckt sich über den burgenländischen Bezirk Jennersdorf. Die größten Ansiedlungen sind Feldbach, Fehring und Bad Gleichenberg.
Die Region befindet sich inmitten der hügeligen Landschaft des südöstlichen Alpenvorlandes. Die Landschaft wird durch Höhenrücken und Talböden bestimmt. Der Höhenbereich reicht von ca. 200 m bis 600 m. So ist der Stradner Kogel die höchste Erhebung der Südoststeiermark. Charakteristisch sind zum einen Riedel, zum anderen durchquert die Raab die Region von Nordwest nach Ost mit einer variierenden Talbreite zwischen ca. 800 m und 2500 m.
Messnetzcharakteristik

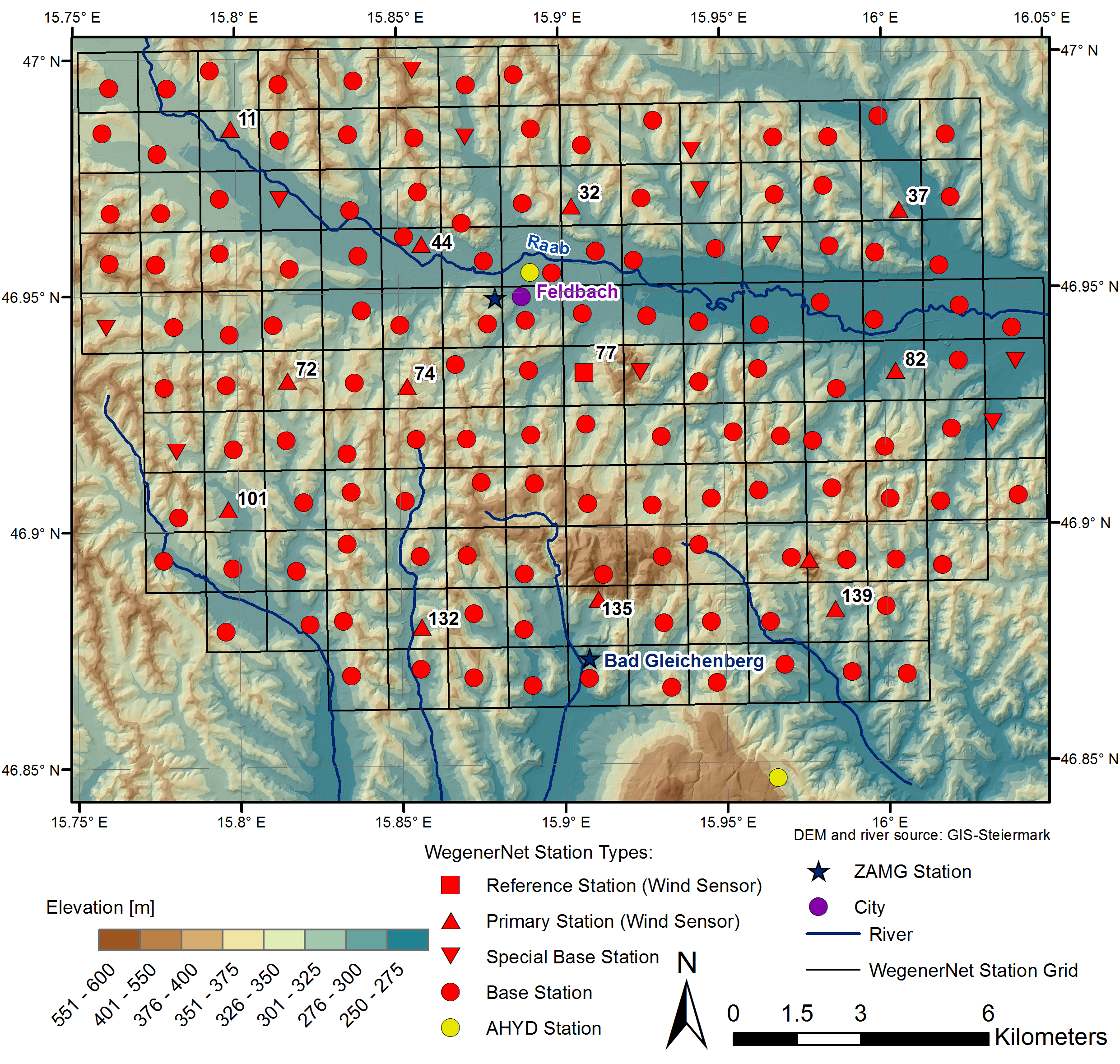
Stationsstandorte in der Feldbachregion

Das WegenerNet-Klimastationsnetz Feldbachregion umfasst 155 Messstationen (153 Stationen des Wegener Centers und 2 Stationen vom hydrographischen Dienst Steiermark). Die räumliche Grundstruktur bildet ein aus 150 Zellen bestehender Raster mit einer Station etwa je 2 km². Die Stationsstandorte erstrecken sich von den Talböden des Raabtals und dessen Seitentälern hinauf bis zur obersten Riedelzone. Die Stationshöhe variiert zwischen etwa 250 m und 520 m. Neben Lufttemperatur, Luftfeuchte und Niederschlag werden an ausgewählten Stationen noch zusätzliche Messungen (u. a. Wind- und Bodenparameter) durchgeführt. Die zeitliche Grundauflösung der seit 2007 erhobenen Messdaten ist 5 Minuten, woraus dann eine Vielzahl von Wetter- und Klimadatenprodukten abgeleitet werden.

### Johnsbachtal

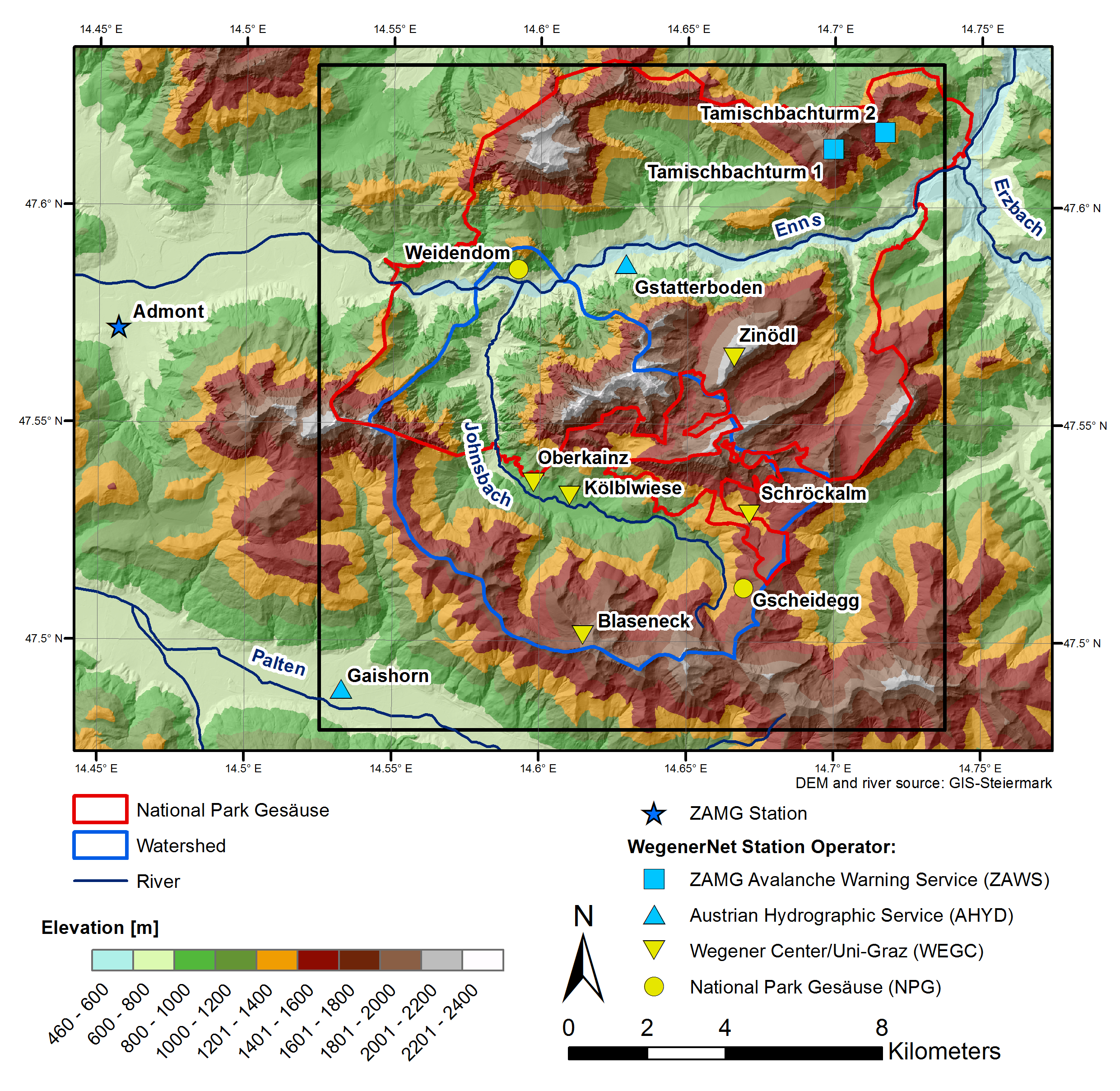
Stationsstandorte im Untersuchungsgebiet Johnsbachtal – das schwarze Rechteck weist eine Erstreckung von 17 km (Nord–Süd) × 16 km (West–Ost) auf.

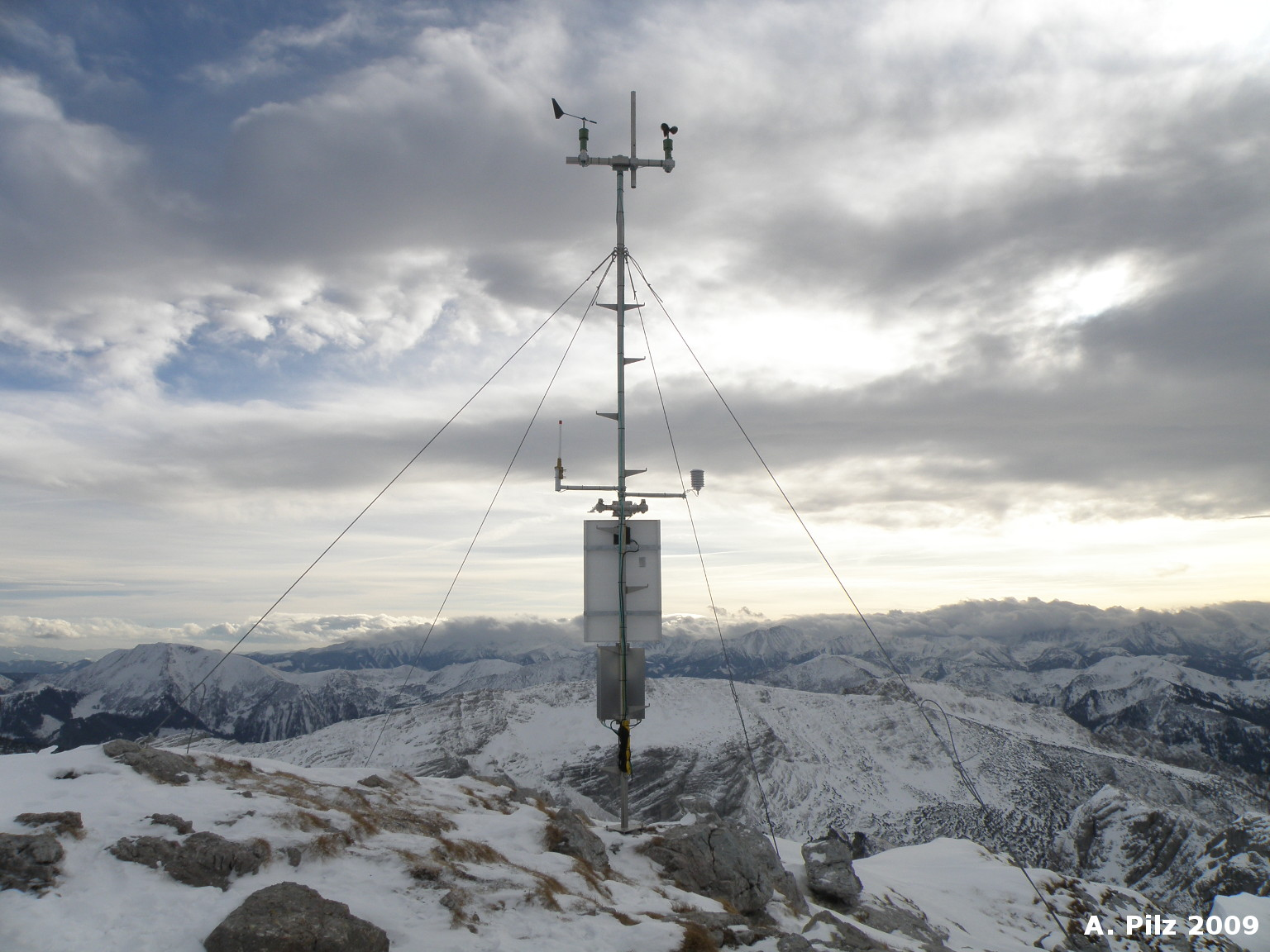
Station am Berg Zinödl (Johnsbachtal)

Geografie
Das WegenerNet Johnsbachtal nimmt eine Fläche von 450 km² (25 km × 18 km) ein und erstreckt sich über Teile der obersteirischen Bezirke Liezen und Leoben. Die Hauptortschaften sind Trieben und Admont. Das Landschaftsbild ist alpin geprägt mit ausgeprägtem Hoch- und Mittelgebirgsrelief sowie tiefen Tälern wie die breiten Talräume der Enns und der Palten. Der Höhenbereich reicht von ca. 600 m bis 2300 m. So ist das Hochtor die höchste Erhebung der Region. Der Großteil der Region zählt zu den Nordalpen, nur der äußerste Südwesten zu den Zentralalpen. In der nördlichen Hälfte befindet sich zudem der Nationalpark Gesäuse mit dem markanten Durchbruchstal der hier nach Osten fließenden Enns.
Messnetzcharakteristik

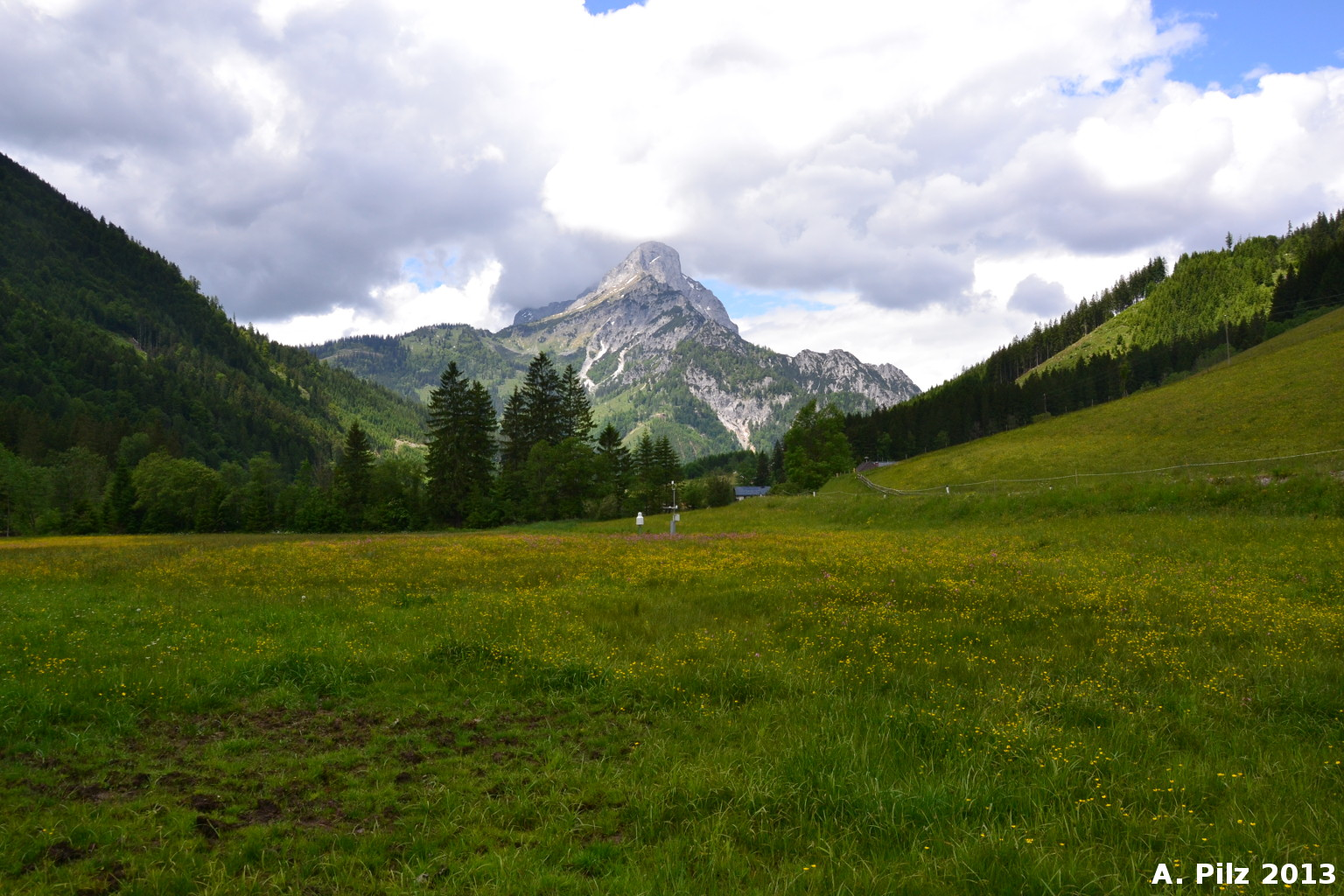
Kölblwiese (Johnsbachtal)

Das WegenerNet-Klimastationsnetz Johnsbachtal umfasst elf meteorologische Messstellen, die durch eine hydrographische Station am Johnsbach ergänzt und vom Wegener Center der Universität Graz gemeinsam mit mehreren Partnerinstitutionen betrieben werden. Die relieforientierten Stationsstandorte reichen dabei von Talbodenlagen bis zu stark exponierten Gipfelarealen in einem Seehöhenbereich zwischen ca. 600 m und 2200 m. An den meteorologischen Stationen stehen neben Lufttemperatur und -feuchte auch Wind- und Strahlungsparameter im Fokus. Des Weiteren werden Niederschlagsmessungen durchgeführt (davon ausgenommen sind die stärker exponierten Hochlagenstationen) und einzelne Schneeparameter erhoben. Die zeitliche Grundauflösung der großteils seit 2010 erhobenen Messdaten beträgt 10 Minuten.

## Prozessierungssystem und Datenzugriff
Die im WegenerNet erhobenen Messwerte werden in ein automatisiertes Prozessierungssystem eingespeist, im Zuge dessen die direkten Beobachtungsdaten weiter aufbereitet werden. Das System setzt sich aus vier Subsystemen zusammen:
1. Datentransfersystem
2. Qualitätskontrollsystem
3. Datenproduktsystem und
4. Visualisierungs- und Informationssystem.

Am Beginn des Systemablaufs steht die Übertragung der Messwerte von den Klimastationen zum Datenserver an der Universität Graz und die Eintragung in eine Datenbank. Hinzu kommt noch die Kommunikation mit den Messstationen in Hinblick auf verschiedene Geräte- und Messeinstellungen. An den Stationen in der Region Feldbach erfolgt die Datenübertragung in einem stündlichen Intervall. Die Messwerte an den Stationen im Johnsbachtal werden teilweise auch stündlich, teilweise alle 10 Minuten bereitgestellt.
In weiterer Folge werden die eingelangten Messwerte einer grundsätzlichen Plausibilitätsprüfung unterzogen. Die Kontrollergebnisse und deren Kennzeichnung durch eine Qualitätsmarke stellen die Grundlage zur weiteren Ableitung von Datenprodukten dar. Neben der Aufbereitung von zeitlich aggregierten (aufsummierten oder gemittelten) Stationsreihen erfolgt für die Region Feldbach die Ableitung von Gitterdaten.
Die aufbereiteten Datenprodukte werden auf einem Datenportal bereitgestellt. Der Zugriff für nicht-kommerzielle Zwecke ist kostenlos und umfasst Möglichkeiten der Datenvisualisierung und des Downloads.

## Nutzen
Viele Projekte (national und international) zur Erforschung des Klima- und Umweltwandels und seiner Auswirkungen, aber auch die ganz normale Wetterbeobachtung, profitieren vom WegenerNet. Klima-, Wetter- und Umweltrisiken werden besser erklärbar und mögliche wirtschaftliche und gesellschaftliche Folgen abschätzbarer. Darüber hinaus entsteht vielfältiger weiterer Nutzen für die Regionen und deren Einwohner, wie zum Beispiel für Raumordnungsfragen, Versorgung mit Wasser und Energie, Katastrophenschutz und Regionalentwicklung. So ist das WegenerNet in einer Reihe von Messnetz-Kooperationen eingebunden, wie beispielsweise bei den internationalen Netzwerken LTER (Long-Term Ecosystem Research Network), ISMN (International Soil Moisture Network) und LINET (Lightning Detection Network). Zudem ist das WegenerNet Mitglied im „Global Precipitation Measurement Mission Science Team“ der NASA.